# Социален либерализъм
Социален либерализъм е вярата, че либерализмът трябва да включва и социална справедливост. Различава се от класическия либерализъм в настояването, че либералната държава трябва да осигурява работа, здравно осигуряване, образование, докато в същото време увеличава гражданските права. Под социалния либерализъм доброто за обществото е гледано като хармонично със свободата на индивида.
Очаква се социално-либералното правителство да се занимава с икономически и социални въпроси като бедността, здравеопазването и образованието в либерална държава. Той прави това, като позволява на автономията на индивида и продуктите на пазарната икономика да има неограничен достъп с цел да се увеличи благосъстоянието на всички.
При социалния либерализъм общото благо се разглежда като хармонично със свободата на индивида. Социално-либералните политики са широко възприети в голяма част от капиталистическия свят. Социално-либералните идеи и партии са склонни да се считат за центристки или левоцентристки.
В САЩ сегашното политическо използване на термина „социален либерализъм“ описва прогресивността или културния либерализъм - за разлика от социалния консерватизъм или културния консерватизъм. Социалният либерал в този смисъл може да държи или повече интервенционистки, или либерални възгледи за фискалната политика.